# Élections législatives de 1951 au Gabon
Les élections législatives françaises de 1951 se tiennent le 17 juin. Ce sont les deuxièmes élections législatives de la Quatrième République.

## Mode de scrutin
Le mode d'élection choisit pour ce territoire est le scrutin uninominal à un tour.
Au Gabon, un seul député est à élire pour les personnes relevant du statut personnel.

## Élus
| Député sortant      | Parti | Parti | Député élu ou réélu | Parti | Parti |
| ------------------- | ----- | ----- | ------------------- | ----- | ----- |
| Jean-Hilaire Aubame |       | SFIO  | Jean-Hilaire Aubame |       | SFIO  |

## Résultats

### Résultats à l'échelle du département
|          | SFIO     | Jean-Hilaire Aubame * | 17 329 | 59,14  |  |  |
|          | RPF      | Maurice Bayrou        | 5 514  | 18,82  |  |  |
|          | RDA      | Léon Mba              | 3 257  | 11,12  |  |  |
|          | Radical  | Henri Fauvette        | 1 848  | 6,31   |  |  |
|          |          | Casimir Degalat       | 921    | 3,14   |  |  |
|          | Radical  | André Schneider       | 434    | 1,48   |  |  |
|          |          |                       |        |        |  |  |
| Inscrits | Inscrits | Inscrits              | 70 643 | 100,00 |  |  |
| Votants  | Votants  | Votants               | 29 526 | 41,80  |  |  |
| Exprimés | Exprimés | Exprimés              | 29 303 | 99,25  |  |  |